# (1032) Pafuri
(1032) Pafuri ist ein Asteroid des Hauptgürtels, der am 30. Mai 1922 vom südafrikanischen Astronomen Harry Edwin Wood in Johannesburg entdeckt wurde. 
Der Name des Asteroiden ist vom Pafuri River im nördlichen Transvaal abgeleitet.